# Rothville (Missouri)
Rothville – amerykańska wieś w hrabstwie Chariton, w stanie Missouri.
Zgodnie ze spisem ludności z 2000 roku, liczące niespełna 100 mieszkańców, zajmuje powierzchnię 0,6 km².
W latach 1868–1969, mieszkała tu mała Laura Ingalls Wilder (Domek na prerii) z rodziną i krewnymi.